# Orthodontium infractum
Orthodontium infractum är en bladmossart som beskrevs av Frans François Dozy och Molkenboer 1844. Orthodontium infractum ingår i släktet Orthodontium och familjen Bryaceae. Inga underarter finns listade i Catalogue of Life.